# Nadie Inquietó Más - Narciso Ibáñez Menta
Nadie Inquietó Más - Narciso Ibáñez Menta és una pel·lícula documental argentina dirigida per Gustavo Leonel Mendoza sobre el seu propi guió que es va estrenar en 2009. El film tracta sobre la trajectòria de l'actor i director hispano-argentí Narciso Ibáñez Menta i va obtenir el premi al millor film iberoamericà al IX Festival Buenos Aires Rojo Sangre.

## Declaracions del director
El director del film va declarar que li va portar un any arribar a l'estructura de la pel·lícula, per a la qual comptava amb 130 hores de material d'arxiu i entrevistes, volum que feia molt difícil construir el film. El seu propòsit era apartar-se del típic documental: neix tal dia, té la seva primera obra, mor. Volia mostrar-ho com un nen actor prodigi que porta endavant una obra de teatre dels seus pares amb la qual recorre tothom, fins que la seva vida fa un gir, vol deixar de ser Narcisín, i convertir-se en un monstre. Això ho porta a fer teatre, ràdio, i després cinema i televisió. Sempre estudiant i veient l'estructura aristotèlica: presentació, desenvolupament, clímax i desenllaç. En tota la pel·lícula està això. Després ve la seqüència Hombre del miedo, que seria la raó per la qual es fa la pel·lícula. I finalment es mostra l'homenatge.

## Repartiment
- Narciso Ibáñez Menta	 ...	Ell mateix
- José Martínez Suárez... Entrevistat
- Beatriz Día Quiroga... Entrevistada
- José María Langlais... Entrevistat
- Juan Carlos Puppo... Entrevistat
- Natán Solans... Entrevistat
- Graciela Restelli... Entrevistada
- Abel "Chicote" Mario Santa Cruz... Entrevistat
- Emilio E. Ruggiero... Entrevistat
- Luis Felipe Foteringham... Entrevistat
- Eduardo "Zumbo" Jorge Bertonasco... Entrevistat
- Jorge Carlos García... Entrevistat
- Lilly Vicet... Entrevistat
- Ezequiel Pastor... Entrevistat
- Darío Billani... Entrevistat
- Peter Pank... Entrevistat
- Mario Gallina... Entrevistat
- Ricardo Passano... Entrevistat
- Enrique Talión... Entrevistat
- Fabián Cepeda... Entrevistat
- Darío Lavia... Entrevistat
- Narciso Ibáñez Serrador... Entrevistat
- Paul Naschy... Entrevistat
- Sebastià d'Arbó... Entrevistat
- Manuel Galiana... Ell mateix

## Comentaris
Salvador Sáinz va opinar sobre el film:
| « | ”El documental, molt ben documentat…presenta fragments de les seves antigues pel·lícules que veiem en molt mal estat….Tal vegada hi ha algunes llacunes com les pel·lícules que va rodar a Espanya, per exemple s'oblida Pasto de fieras que va rodar a les ordres d'Amando de Ossorio…. Les pel·lícules que va rodar amb l'argentí León Klimovsky, una altra persona que mereix ser reivindicada, al qual els crítics van moldre a bastonades...En definitiva un documental benvingut …que m'ha portat bells records no sols d'un dels meus millors amics en el món de l'espectacle sinó la biografia d'un dels nostres grans actors al qual la desídia tan espanyola sembla voler enfonsar en l'oblit. | » |